# Edmond Hébert

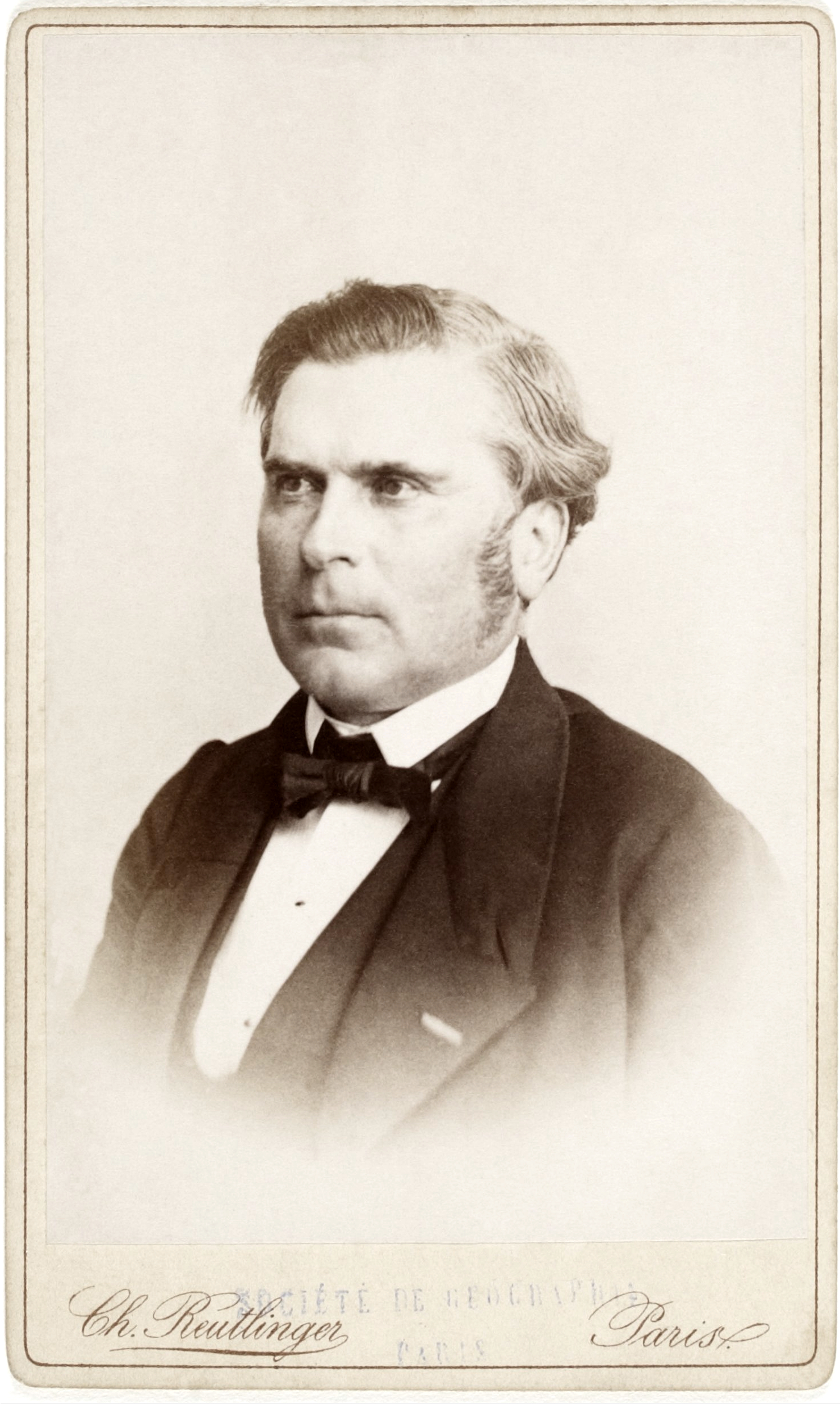
Edmond Hébert

Edmond Hébert (* 12. Juni 1812 in Villefargeau; † 4. April 1890 in Paris) war ein französischer Geologe und Paläontologe.

## Leben
Hébert besuchte das College de Meaux in Auxerre und ab 1833 die École normale supérieure (ENS). 1836 wurde er Professor am Gymnasium (Lycée) von Meaux, ging aber bald darauf wieder an die École Normale Supérieure ans physikalisch-chemische Labor als Demonstrator (Verwalter der physikalisch-chemischen Sammlung) und wurde dort 1841 Sous-Directeur d’Études. Ursprünglich wollte er sich der Physik zuwenden, eine geologische Exkursion in die Normandie unter Elie de Beaumont ließ ihn sich aber der Geologie zuwenden. 1852 wurde er Directeur d’Études an der ENS. Nachdem er schon einen soliden Ruf in der Geologie erworben hatte, wurde er 1857 in Paläontologie über das fossile Säugetier Coryphodon promoviert (Thèse de doctorat) und wurde im selben Jahr Professor für Geologie an der Sorbonne als Nachfolger des gerade verstorbenen Constant Prévost.
Er befasste sich insbesondere mit der Stratigraphie des Kreidezeit und des Tertiärs in Frankreich und benachbarten Ländern (wie Großbritannien, Südeuropa). Er erstbeschrieb 1855 Gastornis.
Ab 1877 war er Mitglied der Académie des sciences und 1879 wurde er zum korrespondierenden und 1873 zum auswärtigen Mitglied der Bayerischen Akademie der Wissenschaften gewählt. 1885 wurde er Kommandeur der Ehrenlegion. Er war dreimal Präsident der Société géologique de France. 1879 erhielt er die Lyell-Medaille. 1878 war er Präsident des ersten internationalen Geologenkongresses in Paris.